# 陳所問
陳所問（？—？），字爾虛，號芸窓，山東萊州府平度州濰縣人，軍籍，明朝政治人物。

## 生平
從叔祖陳宗仁學習，博覽群書。萬曆四年（1576年）丙子鄉試七十三名，萬曆十四年（1586年）丙戌科會試三百二十五名，登三甲第七十一名。刑部观政，任直隸真定縣知縣。兴学均徭，十九年（1591年）擢南京廣東道監察御史，巡视上下两江，风采凛然，以勞得疾卒，年四十三，祀真定名宦、本邑乡贤。

## 家族
曾祖陳策，曾任壽官；祖父陳潭，曾任壽官；父陳懿訓，曾任廩生。母馬氏。重庆下。兄陈所养（举人）。弟所好（庠生）、所傳、所行、所尚（庠生）、所則、所考、所守、所述、所信、所願。
孫陳調元，崇祯進士。